# Oryza grandiglumis
Oryza grandiglumis är en gräsart som först beskrevs av Johann es Christoph Christian Döll, och fick sitt nu gällande namn av Prodoehl. Oryza grandiglumis ingår i släktet rissläktet, och familjen gräs. Inga underarter finns listade i Catalogue of Life.